# باميدرونت
باميدرونت أو باميدرونات (بالإنجليزية Pamidronate) هو دواء من عائلة البيفوسفونات (Bisphosphonates)، التي تنتمي اليها أدوية مثل : اليندرونات (Alendronate)، اتيدرونات(Atedronate) وكلودرونات (Clodronate). يتم تسويقه من قبل شركة نوفارتيس تحت الاسم التجاري ارديا (Aredia). في الهند . يستخدم لمعالجة مرض باجيت وفرط الكالسيوم في الدم.و لمعالجة المرضى الذين يعانون من النقائل السرطانية في العظام، كما في حالات سرطان الثدي، ورم النقي المتعدد (Multiple Myeloma) أو ورم نقي العظم الخبيث.
قد تم اختبار الباميدرونات، أيضا، في معالجة النساء اللواتي تعانين من تخلخل العظام بعد سن الياس، ولمعالجة فرط كالسيوم الدم الناجم عن فرط نشاط الغدة الدرقية.

## طريقة الاستعمال
يستخدم البارميدرونت، احيانا لتخفيض نسبة الكالسيوم في الدم، مثل تسريب السوائل المكثف أو كالسيتونين. كما يتم تزويد هذا الدواء من خلال الحقن في داخل الوريد تحت المراقبة الطبية في
ويتم استعمال الباميدرونات لدى المصابين بمرض باجيت فقط في الحالات التي يكون فيها الالم متوسطا أو شديدا.
يعطى هذا الدواء تحت اشراف طبي. لكن في حال اعطاء وجبة زائدة كبيرة فمن المحتمل ان تؤدي إلى انخفاض نسبة الكالسيوم بشكل فوري (نقص تركيز الكالسيوم في الدم . في مثل هذه الحالات يجب تزويد المريض بالكالسيوم من اجل موازنة نسبة الكالسيوم.

## أثار جانبية
ينصح بعدم القيادة بعد تناول الدواء، حيث من الممكن ان يسبب ضبابية (طمس).

## وصلات خارجية
http://www.nlm.nih.gov/medlineplus/druginfo/meds/a601163.html
موقع ويب طب : باميدرونات http://www.webteb.com/drug/315/%d8%a8%d8%a7%d9%85%d9%8a%d8%af%d8%b1%d9%88%d9%86%d8%a7%d8%aa#ixzz2Z8tXUzmQ
http://www.dundee.ac.uk/medther/tayendoweb/images/pamidronate.htm